# Staffan Holmqvist
Staffan Holmqvist, född 24 juli 1942 i Lund, död 23 juni 2007, var en svensk idrottsledare inom främst handboll, såväl i Sverige som på europeisk nivå. Holmqvist var bland annat ordförande för Svenska Handbollförbundet 1979–1995 och för Europeiska handbollsförbundet 1991–2004.

## Karriär

### Lugi och Svenska Handbollförbundet
Staffan Holmqvists idrottsledarkarriär började under gymnasieåren i Spykens IF. Han blev senare engagerad i Lugis handbollssektion i Lund och under 1950-1970-talet var han och hans bröder viktiga profiler i Lugi. 1972–1988 var han Idrottskonsulent vid Lunds kommun. Under 1970-talet blev han ungdomsledare i Lugi. 1978 var han aktiv i starten av Lundaspelen. Under åren 1969-1973 var han föreningens ordförande. 1979 blev han ordförande för Svenska Handbollförbundet och hade posten i 16 år till 1995. När han avgick fick han titeln hedersordförande.

### Europeiska handbollsförbundet
1991 blev han ordförande i det nybildade Europeiska handbollsförbundet (EHF). En av hans första genomdrivna beslut blev att införa ett Europamästerskap för landslag. Uppdraget som ordförande i EHF varade till 2004. Han var också viceordförande i Internationella handbollsförbundet (IHF) 2000–2007. Han blev 1999 invald som ledamot i Svenska Idrottsakademin.

### Eftermäle och pedofilanklagelser
Vid sin bortgång 2007 hyllades Holmqvist som en av internationell handbolls "största ledarprofiler genom tiderna". Som ett led i förberedelserna till VM 2009 i Kroatien arrangerade Sverige en sexnationsturnering med namnet Staffan Holmqvist Memorial den 3–7 januari 2009.
Under 2011 framkom i media vittnesmål om hur Holmqvist begått sexuella övergrepp mot barn och ungdomar i beroendeställning till honom under lång tid som idrottsledare i Lugi. Holmqvist var en period anställd som informationschef hos Lunds kommun. En före detta ledamoten i svenska Handbollförbundets styrelse hävdade i en intervju 2011 att det var välkänt att Holmkvist var pedofil.